# Time Travel Tondekeman
Time Travel Tondekeman! (яп. たいむとらぶるトンデケマン!) — японский аниме-сериал, выпущенный студиями Ashi Productions и Tatsunoko Production. Транслировался по телеканалу Fuji Television с 19 октября 1989 года по 26 августа 1990 года. Всего выпущено 39 серий аниме. Сериал также транслировался на территории Испании, Италии и Филиппинах.

## Сюжет
Сюжет разворачивается вокруг Хаято и его подружки Юми, которые отправляются в лабораторию доктора Леонарда. Там они натыкаются на «тондэкэман», таинственное устройство, похожее на чайник, которое переносит главных героев в далёкое прошлое.
Хаято и Юми попадают в Багдад однако не могут найти тондэкэман, по этой причине им приходится застрять в прошлом на неопределённое время. В городе главные герои встречают Аладдина, принца Дандарна и принцессу Шалалу. Вместе они пытаются обхитрить злодея Абдаллу, который постоянно пытается похитить принцессу Шалалу, чтобы жениться на ней.
Позже главные герои находят тондэкэман и начинают путешествовать во времени, встречая известных исторических личностей, в это время их продолжает преследовать Абдалла в надежде похитить Шалалу.

## Роли озвучивали
- Юдзи Мицуя — Хаято Синдо
- Кумико Нисихара — Юми Арама
- Сигэру Тиба — Тондэкэман
- Акира Камия — Принц Дандарн
- Рэй Сакума — Принцесса Шалала
- Юко Мита — Аладдин
- Дзюмпэй Такигути — Абдуллах
- Сигэру Тиба — Доктор Леонардо
- Сигэдзо Сасаока — джинн из лампы